# Royal Horse Guards

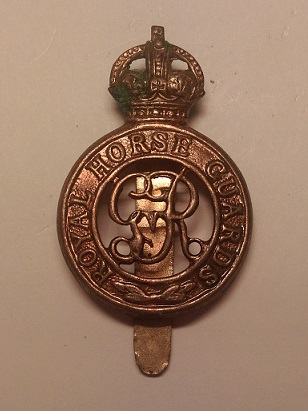
Mützenabzeichen der Royal Horse Guards (The Blues)

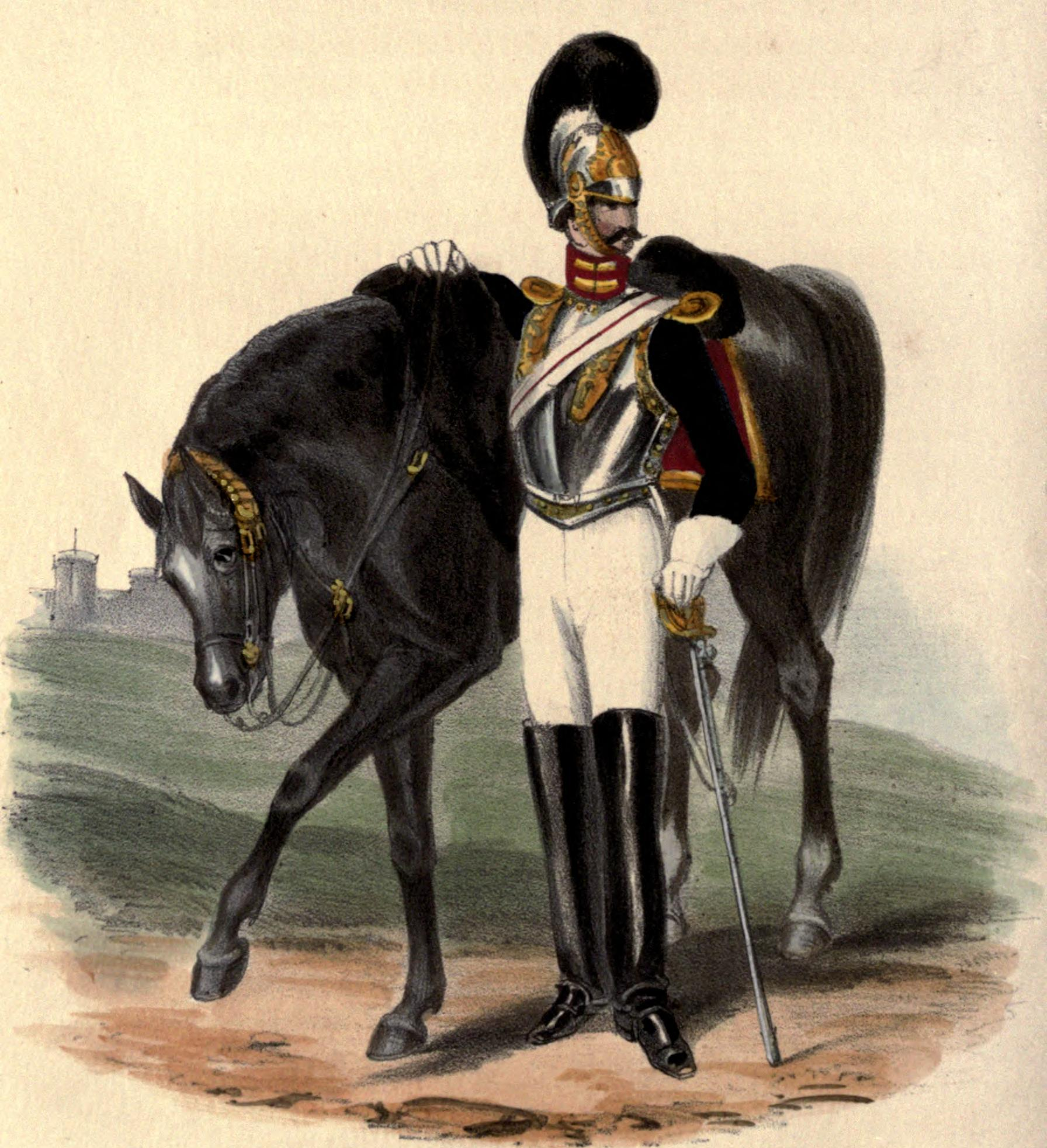
Uniform der „Blues“, 1828

Die Royal Horse Guards (The Blues) (deutsch Königliche Garde-Kavallerie (die Blauen)) waren ein Gardekavallerieregiment der britischen Armee. Es bestand von 1650 bis 1969.

## Geschichte
Das Regiment wurde im August 1650 auf Befehl von Oliver Cromwell von Colonel Sir Arthur Haselrig, 2. Baronet, als Regiment of Cuirassiers aufgestellt, um die Parlamentsarmee in den Kriegen der Drei Königreiche zu verstärken. Das Regiment rekrutierte ursprünglich in Newcastle und im County Durham.
Nach der Wiederherstellung der Monarchie unter König Karl II. ging das Regiment im Juli 1660 in dessen Dienste über, wurde im Dezember 1660 in Bath aufgelöst und am 26. Januar 1661 von Aubrey de Vere, 20. Earl of Oxford, als Earl of Oxford’s Regiment of Horse neu aufgestellt. Aufgrund der Farbe seiner Uniform erhielt das Regiment den Spitznamen „Oxford Blues“ oder einfach „Blues“. 1750 wurde es zum Royal Horse Guards Blue, 1819 zum Royal Regiment of Horse Guards (The Blues) und schließlich 1877 zu den Royal Horse Guards (The Blues). Im Laufe des Zweiten Weltkriegs wurde das Regiment auch mit Panzern ausgerüstet.
Am 23. März 1969 wurde das Regiment mit dem Regiment der 1st Royal Dragoons zu den Blues and Royals verschmolzen. Die Blues and Royals führen die Tradition der beiden Regimenter weiter.

## Colonels-in-Chief
Colonel-in-Chief des Regiments waren:
- 1880–1910: König Eduard VII.
- 1910–1936: König Georg V.
- 1936: König Eduard VIII.
- 1936–1952: König Georg VI.
- 1952–1969: Königin Elisabeth II.

## Regimental Colonels
Colonel of the Regiment waren:

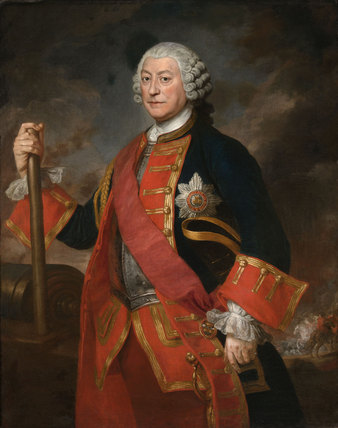
John Ligonier, 1. Earl Ligonier, in der Uniform der „Blues“ um 1754

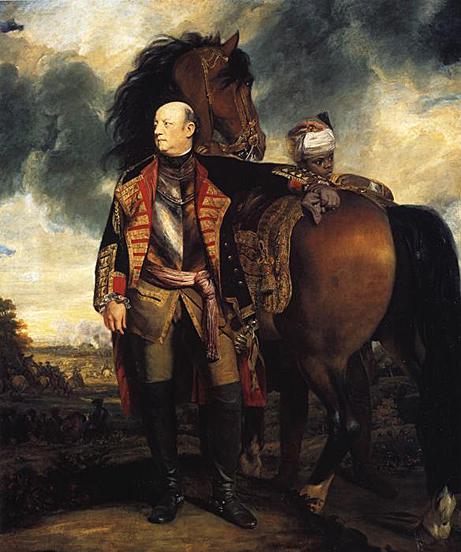
John Manners, Marquess of Granby, in der Uniform der „Blues“ um 1764

- 1650–1661: Colonel Sir Arthur Haselrig, 2. Baronet
- 1661–1688: Lieutenant-General Aubrey de Vere, 20. Earl of Oxford
- 1688–1688: Field Marshal James FitzJames, 1. Duke of Berwick
- 1688–1688: Lieutenant-General James Hamilton, 4. Duke of Hamilton
- 1688–1703: Lieutenant-General Aubrey de Vere, 20. Earl of Oxford
- 1703–1712: Lieutenant-General George FitzRoy, 1. Duke of Northumberland
- 1712–1712: General Richard Savage, 4. Earl Rivers
- 1712–1715: General Charles Mordaunt, 3. Earl of Peterborough
- 1715–1717: Field Marshal John Campbell, 2. Duke of Argyll
- 1717–1735: Lieutenant-General Charles Powlett, 3. Duke of Bolton
- 1735–1740: Field Marshal John Campbell, 2. Duke of Argyll
- 1740–1742: General Algernon Seymour, 7. Duke of Somerset
- 1742: Field Marshal John Campbell, 2. Duke of Argyll
- 1742–1750: General Algernon Seymour, 7. Duke of Somerset
- 1750: Field Marshal Charles Lennox, 2. Duke of Richmond
- 1753–1758: Field Marshal John Ligonier, 1. Earl Ligonier
- 1758–1770: Field Marshal John Manners, Marquess of Granby
- 1770–1795: Field Marshal Hon. Henry Seymour-Conway
- 1795–1806: Field Marshal Charles Lennox, 3. Duke of Richmond
- 1806–1813: Lieutenant-General Hugh Percy, 2. Duke of Northumberland
- 1813–1827: Field Marshal Arthur Wellesley, 1. Duke of Wellington
- 1827–1830: Field Marshal Prince Ernest Augustus, Duke of Cumberland and Teviotdale
- 1830–1842: General Rowland Hill, 1. Viscount Hill
- 1842–1854: Field Marshal Henry Paget, 1. Marquess of Anglesey
- 1854–1855: Field Marahal Fitzroy Somerset, 1. Baron Raglan
- 1855–1869: Field Marshal Hugh Gough, 1. Viscount Gough
- 1869–1885: Field Marshal Hugh Rose, 1. Baron Strathnairn
- 1885–1895: Field Marshal Sir Patrick Grant
- 1895–1907: Field Marshal Garnet Wolseley, 1. Viscount Wolseley
- 1907–1919: Field Marshal Sir Evelyn Wood
- 1919–1928: Field Marshal Douglas Haig, 1. Earl Haig
- 1928–1933: Field Marshal Sir William Robertson, 1. Baronet
- 1933–1951: Field Marshal William Birdwood, 1. Baron Birdwood
- 1951–1962: Major-General Sir Richard Howard-Vyse
- 1962–1969: Field Marshal Sir Gerald Templer

## Battle Honours
Dem Regiment wurden folgende Battle Honours (ehrenvolle Erwähnungen von Schlachten bzw. Feldzügen, an denen es teilgenommen hat) verliehen (englische Originalbezeichnungen):

Dettingen, Warburg, Beaumont, Willems, Peninsula, Waterloo, Tel-el-Kebir, Egypt 1882, Relief of Kimberley, Paardeberg, South Africa 1899–1900, Mons, Le Cateau, Retreat from Mons, Marne 1914, Aisne 1914, Messines 1914, Armentières 1914, Ypres 1914 ’15 ’17, Langemarck 1914, Gheluvelt, Nonne Bosschen, St Julien, Frezenberg, Loos, Arras 1917, Scarpe 1917, Broodseinde, Poelcappelle, Passchendaele, Hindenburg Line, Cambrai 1918, Sambre, France and Flanders 1914–18, Mont Pincon, Souleuvre, Noireau Crossing, Amiens 1944, Brussels, Neerpelt, Nederrijn, Nijmegen, Lingen, Bentheim, North-West Europe 1944–45, Baghdad 1941, Iraq 1941, Palmyra, Syria 1941, El Alamein, North Africa 1942–43, Arezzo, Advance to Florence, Gothic Line, Italy 1944.